# Comuna de Wolbórz
Wolbórz (polaco: Gmina Wolbórz) é uma gminy (comuna) na Polónia, na voivodia de Lodz e no condado de Piotrkowski. A sede do condado é a cidade de Wolbórz.
De acordo com os censos de 2004, a comuna tem 7694 habitantes, com uma densidade 50,9 hab/km².

## Área
Estende-se por uma área de 151,22 km², incluindo:
- área agricola: 62%
- área florestal: 28%

## Demografia
Dados de 30 de Junho 2004:
|                      | Total   | Total | Mulheres | Mulheres | Homens  | Homens |
| -------------------- | ------- | ----- | -------- | -------- | ------- | ------ |
|                      | pessoas | %     | pessoas  | %        | pessoas | %      |
| População            | 7692    | 100   | 3925     | 51       | 3767    | 49     |
| Densidade (pop./km²) | 50,9    | 100   | 26       | 26       | 24,9    | 24,9   |

De acordo com dados de 2002, o rendimento médio per capita ascendia a 1389,59 zł.